# Monobella
Genre
Monobella est un genre de collemboles de la famille des Neanuridae.

## Distribution
Les espèces de ce genre se rencontrent en Europe.

## Liste des espèces
Selon Checklist of the Collembola of the World (version du 12 octobre 2019) :
- Monobella calva Bedos & Deharveng, 1998
- Monobella cassagnaui Deharveng, 1981
- Monobella dubia Deharveng, 1986
- Monobella edaphica Bedos & Deharveng, 1998
- Monobella gersi (Deharveng, 1979)
- Monobella grassei (Denis, 1923)
- Monobella jau Bedos & Deharveng, 1998
- Monobella pyrenaica (Deharveng, 1979)
- Monobella rostrata Deharveng, 1986
- Monobella rousseti Bedos & Deharveng, 1998

## Publication originale
- Cassagnau, 1979 : Les collemboles Neanuridae des pays dinaro-balkaniques: leur intérêt phylogénétique et biogéographique. Biologia Gallo-Hellenica, vol. 8, p. 185-203.